# Werner Waldschmidt
Werner Waldschmidt (* 28. Juni 1929) ist ein ehemaliger deutscher Fußballspieler.
Der Angreifer kam vom FV 09 Nürtingen zum SSV Reutlingen 05. In der Saison 1954/55 wurde Werner Waldschmidt mit dem SSV in der Oberliga Süd Vizemeister. Dadurch nahm Waldschmidt mit seiner Mannschaft an der Qualifikationsrunde der Endrunde um die deutsche Meisterschaft 1955 teil. Am 4. Mai 1955 war Werner Waldschmidt in der ersten Qualifikationsrunde gegen den SV Sodingen über die volle Spieldistanz für den SSV Reutlingen im Einsatz und unterlag mit seinen Reutlingern mit 0:3. Als der SSV Reutlingen vier Tage später durch eine 1:2-Niederlage in der zweiten Qualifikationsrunde gegen Wormatia Worms den Sprung in die Gruppenphase der letzten acht Mannschaften im Kampf um die deutsche Meisterschaft verpasste, wurde Waldschmidt nicht eingesetzt.